# Robert Vancea
Robert Dumitru Vancea (Craiova, 28 settembre 1976) è un ex calciatore rumeno, di ruolo centrocampista.

## Palmarès

### Club
- Seconda divisione rumena: 1

Pandurii Târgu Jiu: 2004–05